# The Rugby Championship 2022
The Rugby Championship 2022 – jedenasta edycja The Rugby Championship, corocznego turnieju w rugby union rozgrywanego pomiędzy czterema najlepszymi zespołami narodowymi półkuli południowej – Argentyny, Australii, Nowej Zelandii i RPA. Turniej odbył się systemem ligowym pomiędzy 6 sierpnia a 24 września 2022 roku.
Wliczając turnieje w poprzedniej formie, od czasów Pucharu Trzech Narodów, będzie to dwudziesta siódma edycja tych zawodów. Podczas niej ponownie będzie testowa zmiana w przepisach gry dotycząca czerwonych kartek.
Zwycięzca meczu zyskiwał cztery punkty, za remis przysługiwały dwa punkty, porażka nie była punktowana, a zdobycie przynajmniej trzech przyłożeń więcej od rywali lub przegrana nie więcej niż siedmioma punktami premiowana była natomiast punktem bonusowym. W przeciwieństwie do kilku poprzednich edycji powrócono do rozgrywania meczów w każdym z państw, jednak nie według czystego systemu "mecz u siebie, mecz na wyjeździe", bowiem z uwagi na chęć zmniejszenia liczby koniecznych podróży zdecydowano o wprowadzeniu dwumeczowych minitournée rotowanych w cyklach dwuletnich. Ostateczny harmonogram opublikowano w połowie czerwca 2022 roku, miesiąc później wyznaczono arbitrów zawodów. Z uwagi na zły stan murawy mecz piątej kolejki, w którym Pumas podejmowali Springboks został przeniesiony z Estadio José Amalfitani na Estadio Libertadores de América.
Przed ostatnią kolejką szansę na końcowy triumf miały wszystkie cztery zespoły, dzięki bonusowemu zwycięstwu tytuł zdobyli Nowozelandczycy.

## Mecze
| 6 sierpnia 202217:05 | Południowa Afryka                                  | 26:10(10:3) | Nowa Zelandia                                 | Mbombela Stadium, Nelspruit Sędzia: Angus Gardner |
| 6 sierpnia 202217:05 | Arendse 5 (P) Pollard 16 (2pd dg 3K) Le Roux 5 (P) | 26:10(10:3) | J. Barrett 3 (K) Frizell 5 (P) Moʻunga 2 (pd) | Mbombela Stadium, Nelspruit Sędzia: Angus Gardner |
| 6 sierpnia 202217:05 | Arendse                                            | 26:10(10:3) |                                               | Mbombela Stadium, Nelspruit Sędzia: Angus Gardner |

| 6 sierpnia 202216:10 | Argentyna                                        | 26:41(19:10) | Australia | Estadio Malvinas Argentinas, Mendoza Sędzia: Mike Adamson |
| 6 sierpnia 202216:10 | Matera 5 (P) Boffelli 16 (2pd 4K) González 5 (P) | 26:41(19:10) | Petaia 5 (P) Cooper 5 (pd K) McReight 5 (P) Hodge 9 (3pd K) Fainga'a 5 (P) Ikitau 5 (P) karne przyłożenie – 7 | Estadio Malvinas Argentinas, Mendoza Sędzia: Mike Adamson |
| 6 sierpnia 202216:10 | Alemanno                                         | 26:41(19:10) | | Estadio Malvinas Argentinas, Mendoza Sędzia: Mike Adamson |

| 13 sierpnia 202217:05 | Południowa Afryka                          | 23:35(10:15) | Nowa Zelandia                                                                 | Emirates Airline Park, Johannesburg Sędzia: Luke Pearce |
| 13 sierpnia 202217:05 | Am 5 (P) Mapimpi 5 (P) Pollard 13 (2pd 3K) | 23:35(10:15) | Cane 5 (P) Taukei'aho 5 (P) Havili 5 (P) S. Barrett 5 (P) Moʻunga 15 (3pd 3K) | Emirates Airline Park, Johannesburg Sędzia: Luke Pearce |
| 13 sierpnia 202217:05 | Willemse                                   | 23:35(10:15) | B. Barrett                                                                    | Emirates Airline Park, Johannesburg Sędzia: Luke Pearce |

| 13 sierpnia 202216:10 | Argentyna                                                                                         | 48:17(26:10) | Australia                                     | Estadio San Juan del Bicentenario, San Juan Sędzia: Karl Dickson |
| 13 sierpnia 202216:10 | Imhoff 5 (P) Gallo 10 (2P) De la Fuente 5 (P) González 5 (P) Boffelli 18 (P 5pd K) Albornoz 5 (P) | 48:17(26:10) | Slipper 5 (P) Ikitau 5 (P) O’Connor 7 (2pd K) | Estadio San Juan del Bicentenario, San Juan Sędzia: Karl Dickson |
| 13 sierpnia 202216:10 | McReight                                                                                          | 48:17(26:10) |                                               | Estadio San Juan del Bicentenario, San Juan Sędzia: Karl Dickson |

| 27 sierpnia 202215:00 | Australia                                            | 25:17(10:3) | Południowa Afryka                            | Adelaide Oval, Adelaide Sędzia: Paul Williams |
| 27 sierpnia 202215:00 | McReight 10 (2P) Koroibete 5 (P) Lolesio 10 (2pd 2K) | 25:17(10:3) | Smith 10 (2P) Pollard 3 (K) Jantjies 4 (2pd) | Adelaide Oval, Adelaide Sędzia: Paul Williams |
| 27 sierpnia 202215:00 | Wright · Valetini                                    | 25:17(10:3) | De Klerk                                     | Adelaide Oval, Adelaide Sędzia: Paul Williams |

| 27 sierpnia 202219:45 | Nowa Zelandia                                   | 18:25(15:12) | Argentyna                          | Orangetheory Stadium, Christchurch Sędzia: Nika Amashukeli |
| 27 sierpnia 202219:45 | Clarke 5 (P) Taukei'aho 5 (P) Moʻunga 8 (pd 2K) | 18:25(15:12) | González 5 (P) Boffelli 20 (pd 6K) | Orangetheory Stadium, Christchurch Sędzia: Nika Amashukeli |
| 27 sierpnia 202219:45 | Frizell                                         | 18:25(15:12) |                                    | Orangetheory Stadium, Christchurch Sędzia: Nika Amashukeli |

| 3 września 202219:05 | Nowa Zelandia | 53:3(24:3) | Argentyna      | Waikato Stadium, Hamilton Sędzia: Nic Berry |
| 3 września 202219:05 | De Groot 5 (P) Clarke 5 (P) Ioane 5 (P) J. Barrett 9 (P 2pd) Savea 5 (P) Retallick 5 (P) B. Barrett 5 (P) Moʻunga 14 (4pd 2K) | 53:3(24:3) | Boffelli 3 (K) | Waikato Stadium, Hamilton Sędzia: Nic Berry |
| 3 września 202219:05 | Newell | 53:3(24:3) | Lavanini       | Waikato Stadium, Hamilton Sędzia: Nic Berry |

| 3 września 202219:35 | Australia                | 8:24(3:12) | Południowa Afryka                                                                      | Allianz Stadium, Sydney Sędzia: Ben O’Keeffe |
| 3 września 202219:35 | Lolesio 3 (K) Samu 5 (P) | 8:24(3:12) | De Allende 5 (P) Moodie 5 (P) Mostert 5 (P) Mapimpi 5 (P) Willemse 2 (pd) Steyn 2 (pd) | Allianz Stadium, Sydney Sędzia: Ben O’Keeffe |
| 3 września 202219:35 | Philip                   | 8:24(3:12) | Mapimpi · Le Roux                                                                      | Allianz Stadium, Sydney Sędzia: Ben O’Keeffe |

| 15 września 202219:45 | Australia                                                                | 37:39(10:10) | Nowa Zelandia                                                          | Marvel Stadium, Melbourne Sędzia: Mathieu Raynal |
| 15 września 202219:45 | Valetini 5 (P) Kellaway 10 (2P) Samu 5 (P) Foley 14 (4pd 2K) White 3 (K) | 37:39(10:10) | Taukei'aho 10 (2P) Moʻunga 19 (P 4pd 2K) Jordan 5 (P) J. Barrett 5 (P) | Marvel Stadium, Melbourne Sędzia: Mathieu Raynal |
| 15 września 202219:45 | Wright · Swain · Gordon                                                  | 37:39(10:10) | Papalii                                                                | Marvel Stadium, Melbourne Sędzia: Mathieu Raynal |

| 17 września 202216:10 | Argentyna                                             | 20:36(6:22) | Południowa Afryka                                                                                     | Estadio Libertadores de América, Avellaneda Sędzia: James Doleman |
| 17 września 202216:10 | Moroni 5 (P) Boffelli 8 (pd 2K) karne przyłożenie – 7 | 20:36(6:22) | Hendrikse 5 (P) Marx 10 (2P) De Allende 5 (P) Willemse 5 (pd K) Le Roux 4 (2pd) karne przyłożenie – 7 | Estadio Libertadores de América, Avellaneda Sędzia: James Doleman |
| 17 września 202216:10 | Carreras · Bertranou                                  | 20:36(6:22) | Le Roux · Smith                                                                                       | Estadio Libertadores de América, Avellaneda Sędzia: James Doleman |

| 24 września 202219:05 | Nowa Zelandia                                                                                        | 40:14(17:0) | Australia                                             | Eden Park, Auckland Sędzia: Andrew Brace |
| 24 września 202219:05 | Jordan 5 (P) Whitelock 5 (P) Taylor 5 (P) Taukei'aho 5 (P) Moʻunga 13 (2pd 3K) karne przyłożenie – 7 | 40:14(17:0) | Fainga'a 5 (P) Petaia 5 (P) Foley 2 (pd) Hodge 2 (pd) | Eden Park, Auckland Sędzia: Andrew Brace |
| 24 września 202219:05 | Holloway · Porecki                                                                                   | 40:14(17:0) |                                                       | Eden Park, Auckland Sędzia: Andrew Brace |

| 24 września 202217:05 | Południowa Afryka                                                               | 38:21(17:7) | Argentyna                                                    | Hollywoodbets Kings Park, Durban Sędzia: Damon Murphy |
| 24 września 202217:05 | Wiese 5 (P) Kolisi 5 (P) Arendse 5 (P) Steyn 9 (3pd K) 2 karne przyłożenia – 14 | 38:21(17:7) | Bertranou 5 (P) González 5 (P) Moroni 5 (P) Boffelli 6 (3pd) | Hollywoodbets Kings Park, Durban Sędzia: Damon Murphy |
| 24 września 202217:05 | Etzebeth · De Klerk                                                             | 38:21(17:7) | Kremer · González · Fuente · Sclavi                          | Hollywoodbets Kings Park, Durban Sędzia: Damon Murphy |